# Емпайр
«Empire» (укр. Емпайр) — фільм Енді Ворхола, присвячений хмарочосу Емпайр-Стейт-Білдінг.

## Сюжет
Фільм знятий єдиним шматком, без монтажної склейки і являє собою фіксований план, спрямований на Емпайр-Стейт-Білдінг.

## Історія створення
У липні 1964 року Енді Ворхол з друзями закрилися на 44 поверсі хмарочоса Time Life Building, встановили камеру і протягом 6 годин 40 хвилин знімали що знаходиться навпроти Емпайр-Стейт-Білдінг — найвищої в той момент будівлі у світі.
Через те, що фільм був знятий зі швидкістю 24 кадри на секунду, а показаний зі швидкістю 16 кадрів в секунду, його тривалість розтягується до 8 годин 5 хвилин. Численні «короткі» версії фільму ніколи не були визнані автором.
Під час фільму камера нерухома, в кадрі не відбувається практично нічого: над містом опускається ніч, запалюються вогні, час від часу у віконному склі можна помітити відображення фігури Енді Уорхола або одного з його друзів, ближче до середини фільму в кадрі пролітає літак.

## Культурна цінність
Багато шанувальників Енді Ворхола висловлювалися на захист фільму, стверджуючи, що він підкреслює порожнечу і занудність безлічі ігрових фільмів, що виходять у світі. Сам Уорхол скептично ставився до такого трактування, визначаючи свій фільм як «фільм-фреску», «8-годинну ерекцію» або «найдовший порнофільм в історії людства».
За безперечний внесок у світовий кінематограф, у визнання історичної, культурної та естетичної значущості фільму, а також для гарантії його збереження, фільм «Імпаір» у 2004 році був доданий до Державного Каталогу Фільмів Бібліотеки Конгресу США.